# Adhesive
Adhesive est un groupe suédois de hardcore mélodique, originaire de Katrineholm, actif entre 1994 et 2002.

## Histoire
En 2017, le groupe revient sur scène pour donner des concerts caritatifs. Par la suite, les membres du groupe ont fait partie de groupes tels que We Live in Trenches, The Typewriter Romantics, Haveri, The Indecision Alarm, The New Mess, Straitjacket Generation et Dia Psalma.

## Discographie

### Albums
- 1996 : Sideburner (Ampersand)[3]
- 1998 : From Left to Right (Ampersand)
- 2000 : We Got the Beat (Ampersand)

### EP
- 1995 : Yoghurt (Brööl Records)
- 1996 : On a Pedestal (Ampersand)
- 1998 : Prefab Life (Ampersand)

### Split
- 1998 : No Better, No Worse (avec Pridebowl, Bad Taste Records)

### Démo
- 1994 : Thrust and Burn (auto-produït)